# Vicente López (município)
Vicente López é um partido (município) da província de Buenos Aires, na Argentina.
Seus 33 km² fazem o menor município da província.